# Marine Fauthoux
Marine Fauthoux (Pau, 23 gennaio 2001) è una cestista francese.
È la figlia di Frédéric Fauthoux, che era playmaker del Pau-Orthez e della nazionale francese, ora allenatore assistente del ASVEL Lyon-Villeurbanne.

## Carriera
È stata selezionata dalle New York Liberty al terzo giro del Draft WNBA 2021 (29ª scelta assoluta).
Con la Francia ha disputato i Giochi olimpici di Tokyo 2020, i Campionati mondiali del 2022 e i Campionati europei del 2019.